# Todd Herremans
Todd Herremans (ur. 13 października 1982 roku w Ravenna w stanie Michigan) – amerykański zawodnik futbolu amerykańskiego, grający na pozycji guarda. W rozgrywkach akademickich NCAA występował w drużynie Saginaw Valley State.
W roku 2005 przystąpił do draftu NFL. Został wybrany przez drużynę Philadelphia Eagles w szóstej rundzie (126. wybór). W drużynie z Pensylwanii występuje do tej pory.